# Pirata spatulatus
Pirata spatulatus is een spinnensoort in de taxonomische indeling van de wolfspinnen (Lycosidae).
Het dier behoort tot het geslacht Pirata. De wetenschappelijke naam van de soort werd voor het eerst geldig gepubliceerd in 1985 door Jian-yuan Chai.